# L’Ospédale

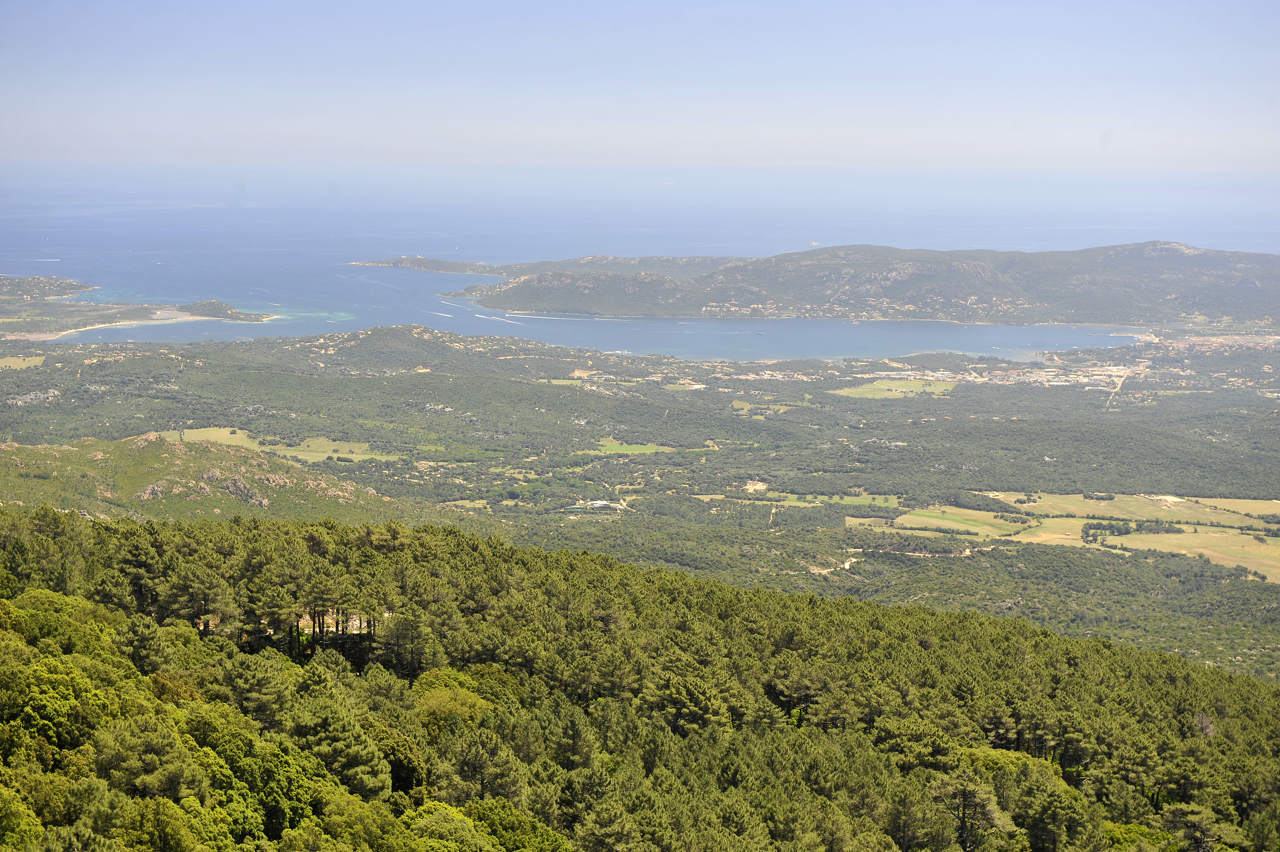
Blick über den Forêt de L’Ospédale auf den Golf von Porto-Vecchio

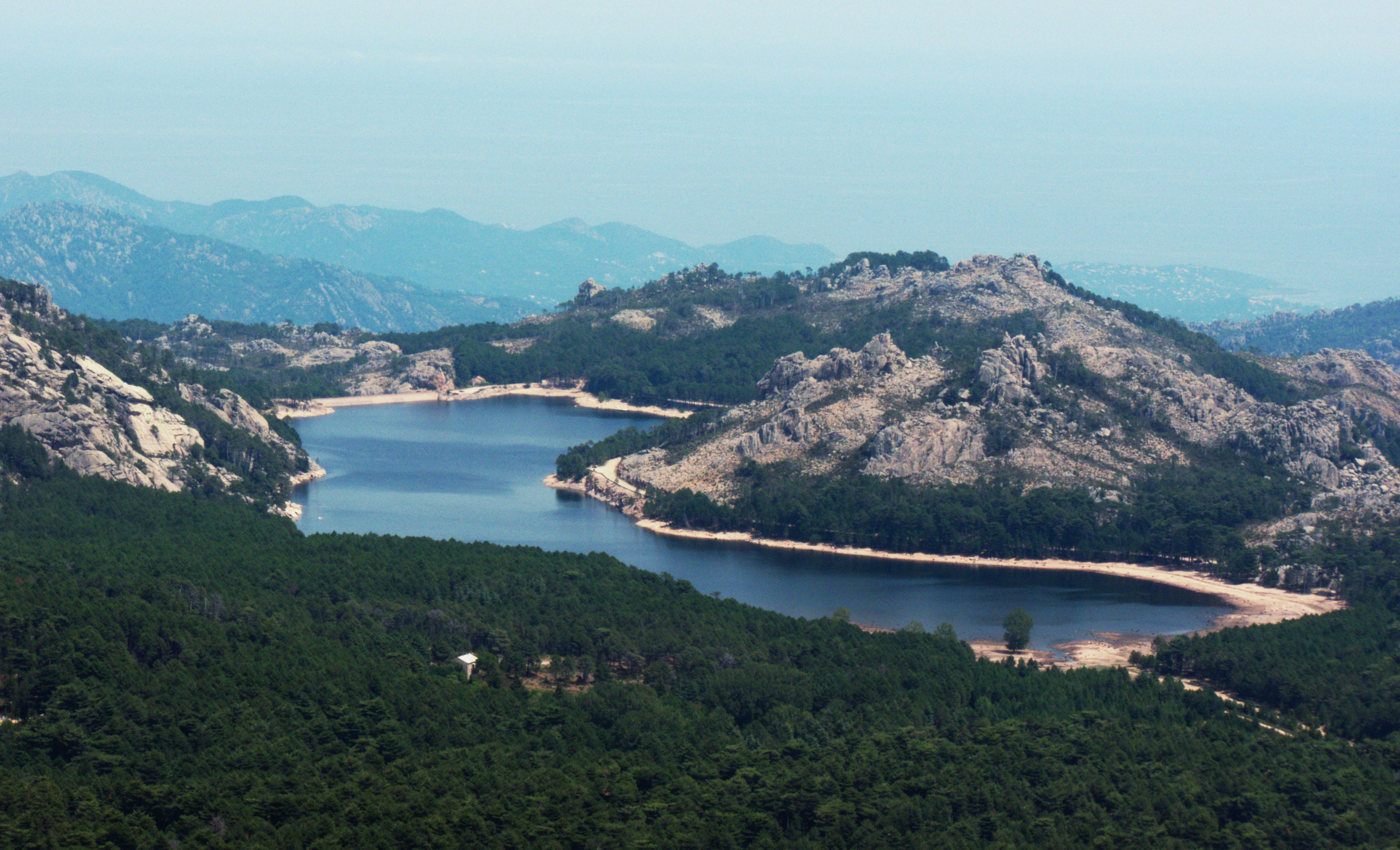
Stausee von L’Ospédale

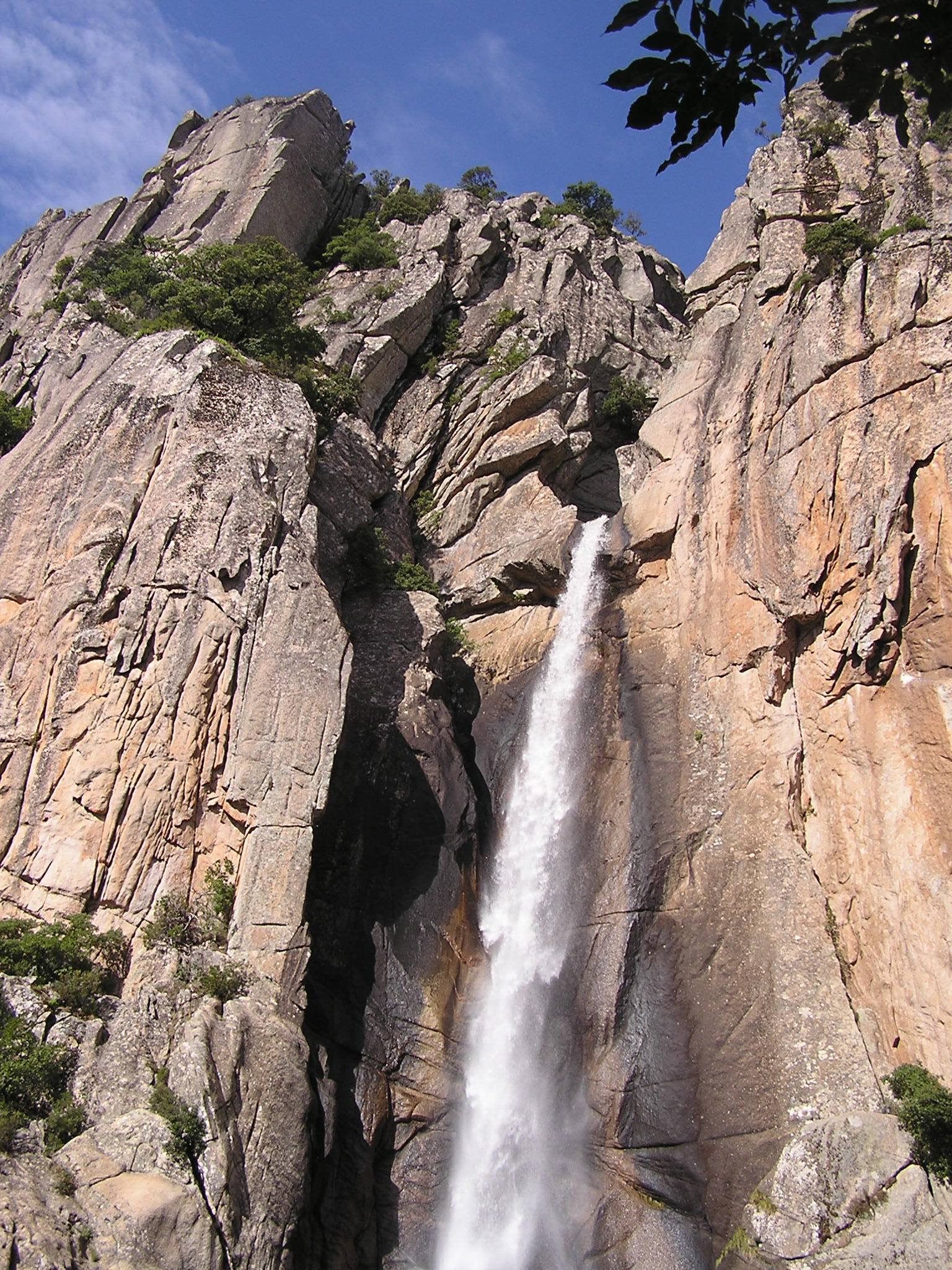
Piscia di Gallo

L’Ospédale ist ein kleiner Ort nördlich von Porto-Vecchio im Département Corse-du-Sud auf Korsika. Er ist gleichzeitig Namensgeber für das umliegende bewaldete Hochland Massif de L’Ospédale, für das Waldgebiet Forêt de L’Ospédale und für den Staudamm Barrage de L’Ospédale.

## L’Ospédale
Der Weiler L’Ospédale liegt in ca. 800 m Höhe auf einem natürlichen Felsvorsprung an der Verbindungsstraße D 368 zwischen Porto-Vecchio und Zonza, ca. 19 km von Porto-Vecchio entfernt. Mitten im Ort findet man einen Steinbrunnen, der aus der Römerzeit stammen soll. Es wird angenommen, dass der Ort bereits von den Römern als Kurort benutzt wurde. 1762 wurde hier ein Hospital – daher der Name – für die Malaria-Opfer aus der damals sumpfigen Gegend um Porto-Vecchio gegründet. Zu dieser Zeit war an der Ostküste die Malaria-Mücke Anopheles weit verbreitet.
Inzwischen wurden zwischen Felsen und Kiefern Chalets und kleine Sommervillen errichtet. Bei einer Sonnenuhr findet man eine Ansammlung großer Granitblöcke. Die Aussicht von L’Ospédale reicht auf den Golf von Porto-Vecchio und den Golf von Santa Manza sowie bei klarer Sicht bis zur Nordküste Sardiniens.
Der französische Schriftsteller Prosper Mérimée wählte L’Ospédale als Heimat seines Protagonisten Mateo Falcone in der gleichnamigen Erzählung.
Seit 2010 führt eine Etappe des Radrennens Critérium International von Porto-Vecchio aus bis nach L’Ospédale.

## Massif de L’Ospédale
Das bewaldete Hochland des Massivs von L’Ospédale erstreckt sich vom Bavella-Massiv im Norden bis hin zum Cagna-Gebirge mit seinem Col de Bacinu im Süden, wo es mit niedrigen Rücken zum Meer hin ausläuft. Ohne große Höhenunterschiede überwinden zu müssen, ergeben sich immer wieder Ausblicke auf die roten Felsnadeln der Bavella-Gruppe mit dem Col de Bavella (1.218 m).

## Forêt de L’Ospédale
Dieses ca. 4.500 ha große Waldgebiet im Regionalen Naturpark Korsikas ist geprägt durch Seestrand- und Korsische Schwarz-Kiefern, Edelkastanien-Selven und Steineichen sowie mächtige Felstürme und Farne.

## Barrage de L’Ospédale
Ein als Erddamm angelegter 25 m hoher Damm, über den die D368 nördlich nach Zonza führt, staut dieses wichtige Trinkwasserreservoir von rund drei Millionen Kubikmetern für die Gegend von Porto-Vecchio und das Asinao-Tal. Daher ist Baden im Stausee mit seiner kargen, von Geröll und Kiefern umgebenen Landschaft nicht gestattet.

## Cascade de Piscia di Gallo
Etwas nördlich vom Barrage de L’Ospédale liegt an der D 368 ein Parkplatz in 900 m Höhe. Von dort führt ein ausgeschilderter Fußweg (ca. 1½ Stunden hin und zurück) durch eine beeindruckende Berglandschaft zur Cascade de Piscia di Gallo (auch Piscia di Ghjaddu geschrieben, dt.: Wasserfall Hahnenpiss). Mehr als 60 Meter stürzt der Bach Oso in die Tiefe.